# Platymiscium lasiocarpum
Platymiscium lasiocarpum är en ärtväxtart som beskrevs av Noel Yvri Sandwith. Platymiscium lasiocarpum ingår i släktet Platymiscium och familjen ärtväxter. Inga underarter finns listade i Catalogue of Life.

## Bildgalleri